# Echinoptilidae
Echinoptilidae é uma família de corais da superfamília Pennatuloidea, ordem Scleralcyonacea.

## Géneros
Seguem os gêneros da família:
- Actinoptilum (Kükenthal, 1911)
- Echinoptilum (Hubrecht, 1885)